# Strange Planet
Strange Planet är en amerikansk animerad TV-serie vars första säsong hade premiär den 9 augusti 2023 på Apple TV+. Första säsongen består av tio avsnitt. Dan Harmon och Nathan Pyle har skrivit seriens manus som sin tur är baserat på Pyles webserie med samma namn.

## Handling
Serien utspelar sig på planet bebodd av könlösa blå varelser med vanor och beteenden som liknar mänskliga.

## Rollista i urval
- Tunde Adebimpe
- Demi Adejuyigbe
- Lori Tan Chinn
- Danny Pudi
- Hannah Einbinder
- James Adomian
- Cedric Yarbrough
- Beth Stelling